# 穆埃爾萊德洛斯布埃耶斯
穆埃爾萊德洛斯布埃耶斯（西班牙語：Muelle de los Bueyes），是尼加拉瓜的城鎮，位於該國東部，由南大西洋自治區負責管轄，始建於1942年9月18日，面積1,380平方公里，海拔高度90米，2005年人口22,082，人口密度每平方公里16人。
12°04′N 84°32′W / 12.067°N 84.533°W